# ベガスポ
『ベガスポ』（英語: VEGALTA & SPORTS）は、2002年3月3日から12月29日までミヤギテレビで毎週日曜夕方に放送されていたローカルスポーツバラエティ番組。正式な番組タイトルは『夢∞スタジアム ベガスポ』。

## 概要
2001年にJ1昇格を決めたベガルタ仙台の試合結果・チーム情報を中心に、宮城県内のスポーツ全般の話題を取り扱っていた番組である。

## 出演者
メインキャスター
- 柳瀬洋平（ミヤギテレビアナウンサー）
- 安斎摩紀（ミヤギテレビアナウンサー）

コメンテーター
- 三雲茂晴（当時ミヤギテレビアナウンサー）

レポーター
- 岩瀬裕子（当時ミヤギテレビアナウンサー）

## 放送時間
- 日曜 16:55 - 17:20（25分）